# Lituania en los Juegos Olímpicos de Tokio 2020
Lituania estuvo representada en los Juegos Olímpicos de Tokio 2020 por un total de 39 deportistas que compitieron en 12 deportes. Responsable del equipo olímpico fue el Comité Olímpico Lituano, así como las federaciones deportivas nacionales de cada deporte con participación.
Los portadores de la bandera en la ceremonia de apertura fueron el nadador Giedrius Titenis y la yudoca Sandra Jablonskytė.

## Medallistas
El equipo olímpico de Lituania obtuvo las siguientes medallas:
| Nombre             | Deporte           | Competición  |
| ------------------ | ----------------- | ------------ |
| Oro                |                   |              |
| —                  |                   |              |
| Plata              |                   |              |
| Laura Asadauskaitė | Pentatlón moderno | Individual F |
| Bronce             |                   |              |
| —                  |                   |              |